# Pedro Justo Berrío
 (octobre 2021).
Si vous disposez d'ouvrages ou d'articles de référence ou si vous connaissez des sites web de qualité traitant du thème abordé ici, merci de compléter l'article en donnant les références utiles à sa vérifiabilité et en les liant à la section « Notes et références ».
Pour les personnes ayant le même patronyme, voir Justo.

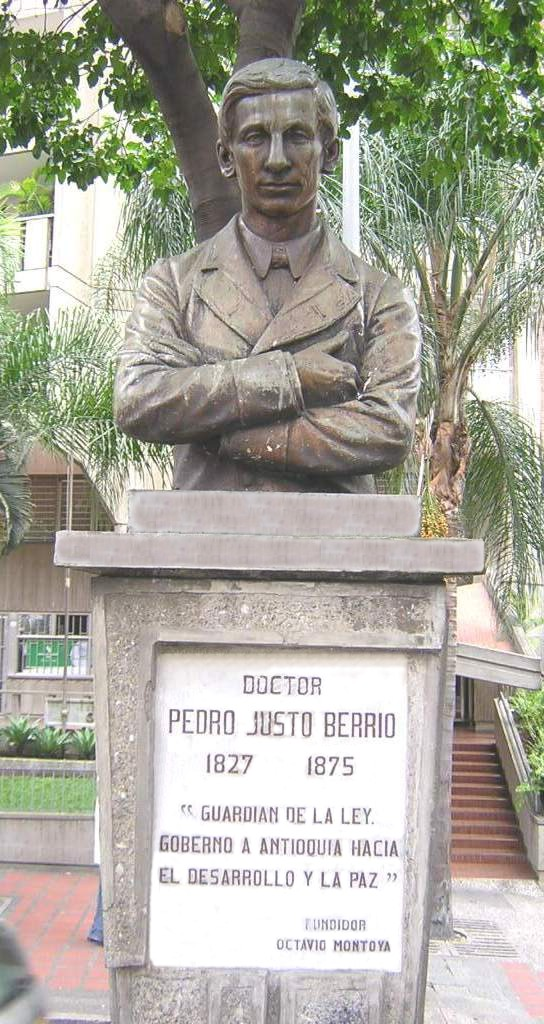
Buste de Pedro Justo Berrío à Medellín

Pedro Justo Berrío, né en 1827 et mort en 1875, est un homme politique colombien.

## Biographie
Pedro Justo Berrío nait en 1827 dans une famille de marchands. Il étudie la philosophie, la théologie et le droit au séminaire de San Fernando à Santa Fe de Antioquia. En 1851, il obtint son diplôme d’avocat à Bogota.
Il s'engage dans la vie publique, devenant député de la Chambre provinciale d’Antioquia puis magistrat de la Cour supérieure de la province de Medellín. Il est gouverneur de l'État souverain d'Antioquia de 1864 à 1873, réélu pour deux mandats consécutifs. Il se présente comme candidat conservateur à la présidence de la Colombie à deux reprises, en 1866 puis en 1868, et est défait à ces deux élections par les libéraux.